# Baldur’s Gate: Dark Alliance II
Baldur's Gate: Dark Alliance II — видеоигра в жанре Hack and slash, выпущенная в 2004 году для PlayStation 2 и Xbox. Является продолжением игры 2001 года Baldur's Gate: Dark Alliance. Разработчиком выступила компания Black Isle Studios, издателем — Interplay Entertainment. Игра появилась в Северной Америкe 20 января, в Европе — 6 февраля.
Игровой процесс основан на правилах Dungeons & Dragons третьей редакции, опубликованных в 2000 году. Действие происходит в сеттинге Forgotten Realms.
Dark Alliance II хорошо приняли на обеих платформах. Планировалось продолжение игры, которое было отменено из-за проблем с авторскими правами.

## Сюжет
История начинается с рассказа о судьбе протагонистов предыдущей игры: после перехода через портал на вершину Ониксовой башни Ван (англ. Vahn), Кромлек (англ. Kromlech) и Адрианна (англ. Adrianna) попадают в плен к вампиру Мордоку Селанмеру (англ. Mordoc SeLanmere).
Тем временем, за пределами Врат Балдура, в команду объединяются Дорн (англ. Dorn), Вайдра (англ. Vhaidra), Исуран (англ. Ysuran), Борадор (англ. Borador) и Аллессия (англ. Allessia). Встретившись на Торговом Пути они узнают, что после распада Xantam’s Guild дорога стала исключительно опасной из-за гоблинской армии Red Fang Marauders, охотящейся за путешественниками. Напав на расположенную поблизости пещеру гоблинов и освободив караванщицу Радаллу (англ. Randalla), герои направляются в Wayfork Village, где спасают жителей от гоблинов и убивают гоблинского вожака Харнака (англ. Harnak).
Команда добирается до Врат Балдура. Рандалла нанимает героев для расследования серии убийств, произошедших в городе. В Bloodmire Manor они узнают, что Лювия Бладмайр (англ. Luvia Bloodmire) занимается созданием новых видов из частей тел различных существ. Свои творения она отдает леди Арагозии Файрвинд (англ. Lady Aragozia Firewind). Первое такое создание, Аргеш (англ.  Argesh), основал воровскую гильдию Hands of Glory, входящую в гоблинскую армию. Герои убивают Аргеша, подрывая силу гильдии, и нападают на главную базу гоблинов. Они побеждают Красную Королеву (англ. Red Queen), предводительницу Red Fang Marauders, но оставляют её в живых. Следуя за ней, команда приходит в поместье леди Арогазии и узнаёт, что Арогазия входит в тайную преступную организацию Фэйруна — Zhentarim. Гоблины были ей нужны, чтобы вернуть Ониксовую башню. Вместе с соратником, Карном (англ. Kharne), ранее состоявшим в Xantham’s Guild и считавшимся убитым в предыдущей игре, Арогазии удаётся сбежать, превратившись в огненного дракона Айзагору (англ. Aizagora).
Впечатлённый успехами команды, Джерек (англ. Jherek), член секретной организации Harpers, наносит героям визит и просит их добыть четыре предмета стихий. Одновременно за этими предметами охотится Zhentarim, чтобы использовать их для активации Ониксовой башни. Во время приключений команда встречает Слейваса (англ. Sleyvas), ящерицу-гуманоида, который предал главного героя в конце предыдущей игры. Теперь он работает на Zhentarim, но встреча с героями оканчивается для него смертью. Успешно добыв все четыре элемента и передав их Джереку, каждый член команды приступает к выполнению собственной цели.
После убийства дракона Барагота (англ. Baragoth) в Дорне просыпается друид. Исуран осознаёт своё ужасное прошлое и преступления, совершённые против людей, но решает оставить воспоминания позади и заработать хорошую репутацию в будущем. Борадор освобождает Gandam’s Hold и присваивает имя Goblinbreaker своему клану, который начинает строить новые кузни, чтобы освободиться от долга народу фей. Вайдра отправляется к Cloud Peaks, чтобы отомстить тёмному эльфу за гибель своего клана. Аллессия освобождает Church of Helm во Вратах Балдура от власти Горета Вайлбэка (англ. Goreth Vileback), жреца Сирика (англ. Cyric).
Закончив личные дела, пятеро героев возвращаются в город. Джерек предлагает им новое задание: отправиться на Elemental Planes, чтобы активировать Elemental Foundations при помощи ранее добытых предметов стихий. Foundations находятся под контролем Zhentarim, приспешники которого атакуют команду на каждом плане. Среди противников встречаются и Лювия Бладмайр, и Айзагора, но обе терпят поражение. Однако по возвращении с последнего плана после разговора с Джереком их находит Карн, который заявляет, что Zhentarim больше не собирается реактивировать Ониксовую башню, а вместо того предлагает объединить усилия с Harpers в борьбе с общим врагом: Мордоком Селанмером. Мордок считает, что Ониксовая башня поможет ему сокрушить Врата Балдура и тем умилостивить «союзников на востоке». Помощник Мордока, Занхаст (англ. Xanhast), пытает Вана, Адрианну и Кромлека и понимает, что им мало что известно о задуманном. Тем временем Джерек, Карн и пятеро героев штурмуют цитадель Мордока, Keep of Pale Night. Им удаётся спасти трёх соратников, а Мордоку приходится ускорить выполнение своего плана. Он прежде времени переносит Ониксовую башню во Врата Балдура.
Город превращается во Врата Мордока, все его жители становятся зомби. Команда героев нападает на башню и убивает Занхаста, а Мордока настигает на Elemental Plane of Shadows. Враг погибает в сражении, герои уничтожают Ониксовое Сердце, что должно навсегда разрушить Ониксовую башню. Проклятье зомбификации спадает с горожан, и они, ведомые Рандаллой, собираются, чтобы выразить благодарность своим спасителям. В то же время, в помещении, украшенном древнеегипетскими росписями, слуга обращается к каменному саркофагу, сообщая, что Мордок не справился, и Врата Балдура по-прежнему существуют. Голос из саркофага отвечает, что провал Мордока не помешает исполнению священной миссии и приказывает собирать армию и готовить солнечную ладью. Как и предыдущая игра, Dark Alliance II заканчивается клиффхэнгером.

## Оценки
| Сводный рейтинг       | Сводный рейтинг | Сводный рейтинг    | Сводный рейтинг    |
| Издание               | Оценка          | Оценка             | Оценка             |
| Издание               | Общая           | PS2                | Xbox               |
| --------------------- | --------------- | ------------------ | ------------------ |
| GameRankings          | N/A             | 81,19 %            | 78,53 %            |
| Metacritic            | N/A             | 78/100 (44 обзора) | 77/100 (44 обзора) |
| Иноязычные издания    |                 |                    |                    |
| Издание               | Оценка          | Оценка             | Оценка             |
| Издание               | Общая           | PS2                | Xbox               |
| Eurogamer             | 7/10            | N/A                | N/A                |
| GameRevolution        | [ 13 ]          | N/A                | N/A                |
| GameSpot              | N/A             | 8/10               | 8/10               |
| GameSpy               | N/A             | [ 16 ]             | N/A                |
| IGN                   | N/A             | 8,4/10             | 8,4/10             |
| XboxAddict            | N/A             | N/A                | 94 %               |
| Русскоязычные издания |                 |                    |                    |
| Издание               | Оценка          | Оценка             | Оценка             |
| Издание               | Общая           | PS2                | Xbox               |
| «Домашний ПК»         | [ 20 ]          | N/A                | N/A                |